# Jan Wierzbicki
Jan Wierzbicki (łot. Jānis Veržbickis; ur. 18 kwietnia 1888 we wsi Eversmuiža k. Lucynu, zm. 1946 w Dyneburgu) – polski prawnik i działacz polonijny na Łotwie, poseł na Sejm I, II, III i IV kadencji (1922–1934), wiceminister spraw wewnętrznych Republiki Łotewskiej.

## Życiorys

### Młodość
Pochodził z rodziny łatgalskich ziemian i urzędników. W 1899 ukończył szkołę ludową w Baltinavie, po czym kontynuował naukę w gimnazjum klasycznym w Pskowie. W 1907 rozpoczął studia prawnicze na uniwersytecie w Petersburgu, podczas których wziął udział w antycarskich rozruchach, za co w 1911 wyrzucono go z uczelni. Po opuszczeniu Petersburga zaciągnął się do rosyjskiego wojska, odbywając służbę w 97. Liwlandzkim Pułku Piechoty stacjonującym w Dźwińsku. W 1914 ostatecznie ukończył studia na uniwersytecie, tytułu doktora praw otrzymał jednak w 1916 w Moskwie.
W tym samym roku ponownie zmobilizowano go do wojska, walczył m.in. na terenie Polski. W listopadzie 1914 otrzymał Order Świętej Anny IV stopnia Za odwagę. W marcu 1916 awansowany do stopnia porucznika. We wrześniu w związku z odniesionymi ranami został zdemobilizowany. Od wiosny 1916 do lipca 1917 pracował w moskiewskim sądzie, później mianowano go sędzią pokoju w ujeździe dźwińskim.
W latach 1919–1920 walczył w armii sowieckiej Łotwy, później przeniósł się do Piotrogrodu. W 1920 opuścił Rosję i jako obywatel łotewski zamieszkał w Dyneburgu, gdzie poświęcił się działalności w Okręgowym Sądzie Łatgalii. Po zdaniu egzaminu językowego rozpoczął pracę jako adwokat.

### Działalność w I Republice Łotewskiej (1919–1940)
Zaangażował się w działalność polityczną. Organizował politycznie polską mniejszość narodową w Dyneburgu. W czerwcu 1922 roku członkiem Rady Miejskiej oraz wiceprezydentem miasta z ramienia Klubu Polskiego.
W październiku 1922 wraz z bratem Bronisławem kandydował w wyborach do Sejmu Łotewskiego. Mandat otrzymał brat Bronisław, który zrzekł się go na rzecz Jana. Ponownie wybierany do parlamentu Łotwy w 1925, 1928 i 1931 aktywnie bronił praw polskiej mniejszości, walcząc o rozwój szkolnictwa polskiego. W 1924 został posądzony o zdradę stanu i na krótko aresztowany. Po wyjaśnieniu sprawy czynnie pracował w komisjach sejmowych, rolnej i samorządowej. Po rozwiązaniu sejmu IV kadencji w 1934 zrezygnował z aktywnego udziału w polityce i poświęcił się pracy w dyneburskiej adwokaturze.

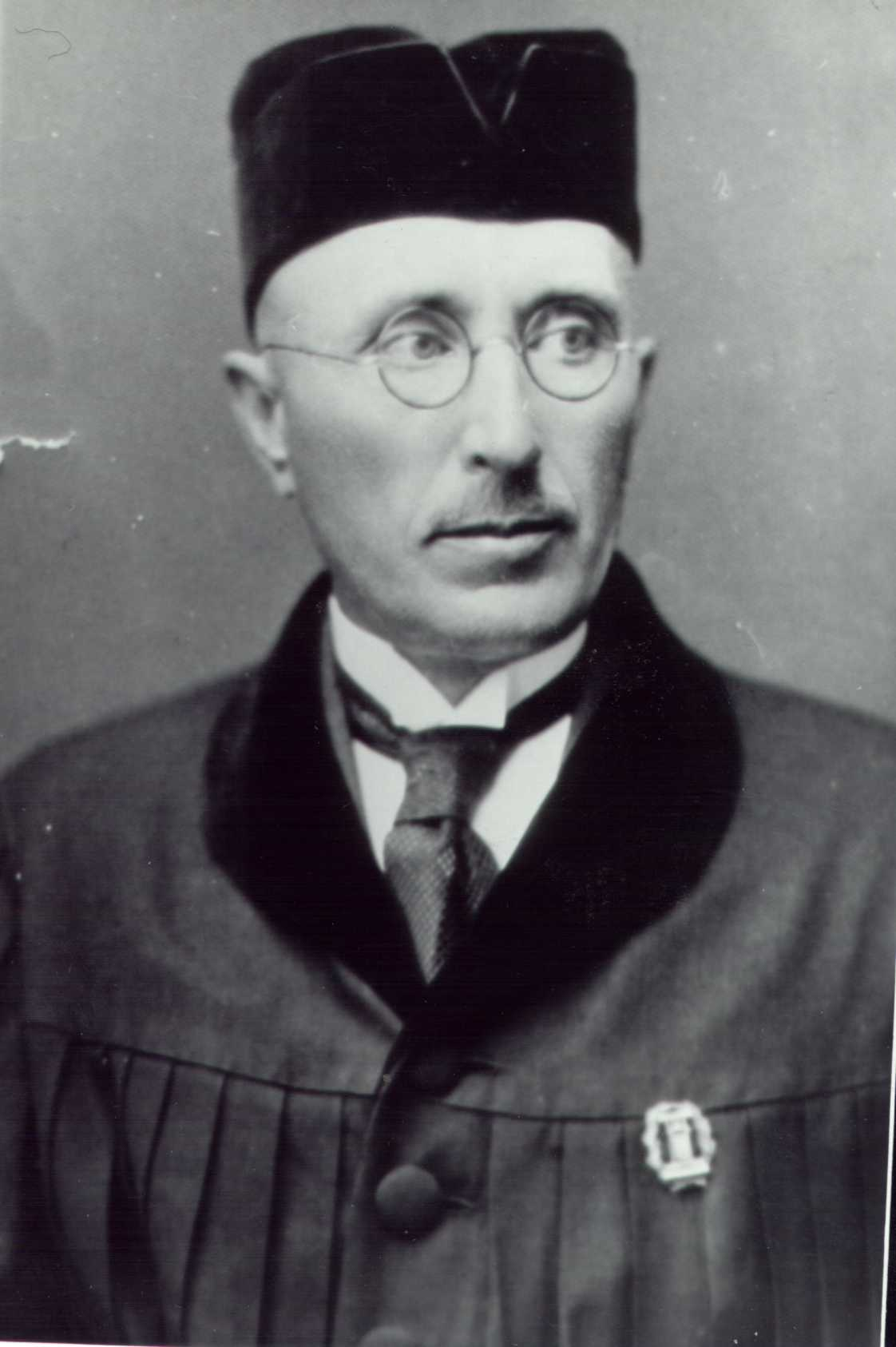
Jan Wierzbicki jako adwokat

Od 1928 do 1931 piastował funkcję wiceministra spraw wewnętrznych jako pierwszy przedstawiciel mniejszości narodowych w kolejnych rządach Łotwy.
W lutym 1934 na zjeździe Zjednoczenia Polaków został wybrany prezesem Zarządu Głównego tej organizacji. Był również członkiem Polsko-Katolickiego Towarzystwa Dobroczynności oraz dyneburskiej sekcji Towarzystwa Zbliżenia Łotewsko-Polskiego.

## Rodzina
Był żonaty z Tamarą Klementiewą-Wierzbicką (1894-?), córką notariusza z guberni orzelskiej. Miał z nią syna Wiktora (ur. 1916) i córkę Janinę Zofię (ur. 1922).